# Geisenheim
.
Geisenheim är en stad i Hessen i Tyskland, belägen i Rheingau. Geisenheim har cirka 12 000 invånare. Geisenheim nämns för första gången i ett dokument från år 772.
Geisenheim är en populär studentort där möjligheter ges att studera bland annat vin och landskapsarkitektur.